# Brandon Torrico
Brandon Torrico Landivar, noto semplicemente come Brandon Torrico (30 settembre 1998), è un calciatore boliviano, difensore del Blooming.

## Caratteristiche tecniche
È un difensore centrale.

## Carriera

### Club
Ha giocato nella prima divisione boliviana.

### Nazionale
Con la nazionale Under-20 boliviana ha preso parte al Sudamericano Under-20 2017 disputando due incontri.